# Redefining Music
Redefining Music è il quarto album di studio del gruppo indie rock statunitense Atom and His Package, pubblicato il 3 aprile 2001 da Hopeless Records.

## Tracce
- Le tracce 1, 8 e 13 sono cover dei Mountain Goats, la traccia 14 è una cover di Madonna.

1. Undercover Funny - 2:09
2. Trump - 2:22
3. Shopping Spree - 3:12
4. Seed Song - 1:48
5. Anarchy Means I Litter - 2:40
6. Mission 1: Avoid Job Working With Assholes - 3:18
7. For Franklin - 3:06
8. Going to Georgia - 2:01
9. Cross Country Atom and His Package Tour Via Bicycle - 1:52
10. Atari Track and Field / New Controller Conspiracy - 2:55
11. If You Own the Washington Redskins You're a Cock - 1:47
12. Before My Friends Do - 2:41
13. Alpha Desperation March - 2:35
14. Open Your Heart - 2:34
15. Upside Down From Here - 2:26

## Formazione[2]
- Adam Goren - voce, sintetizzatore
- Alan Douches - mastering